# Bundesautobahn 55
Pour les articles homonymes, voir A55.
La Bundesautobahn 55 est le nom d'un projet de Bundesautobahn dans le Land de Rhénanie-du-Nord-Westphalie.